# Consagració

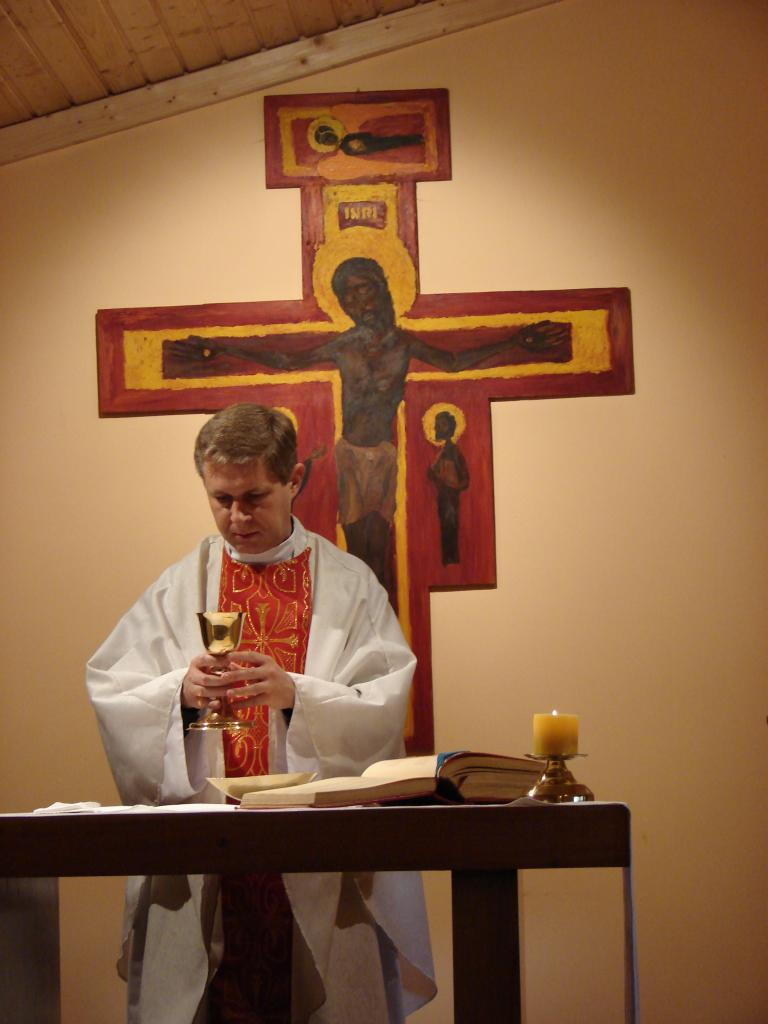
Un sacerdot catòlic celebrant la Santa Missa.

La consagració és la dedicació solemne a un propòsit o servei especial. La paraula consagració significa literalment "associació amb el fet sagrat". Les persones, els llocs o les coses poden ser consagrades, i el terme és utilitzat de diverses maneres per diferents grups. L'origen de la paraula prové del llatí consecrat, que significa dedicat, devot i sagrat. Un sinònim de consagració és santificació; el seu antònim és profanació.